# Ligny-en-Cambrésis
Ligny-en-Cambrésis is een gemeente in het Franse Noorderdepartement (Frans: département du Nord) (regio Hauts-de-France). De plaats maakt deel uit van het arrondissement Cambrai. Ligny-en-Cambrésis telde op 1 januari 2022 1.874 inwoners.
In 1973 werd de kleinere buurgemeente Haucourt-en-Cambrésis aangehecht (fusion association) en werd de gemeentenaam Ligny-Haucourt. In 1997 werd de fusie weer ongedaan gemaakt. Haucourt-en-Cambrésis werd weer een volwaardige zelfstandige gemeente en Ligny-en-Cambrésis nam weer zijn oude naam aan.

## Geografie
De oppervlakte van Ligny-en-Cambrésis bedroeg op 1 januari 2022 8,79 vierkante kilometer; de bevolkingsdichtheid was toen 213,2 inwoners per km².

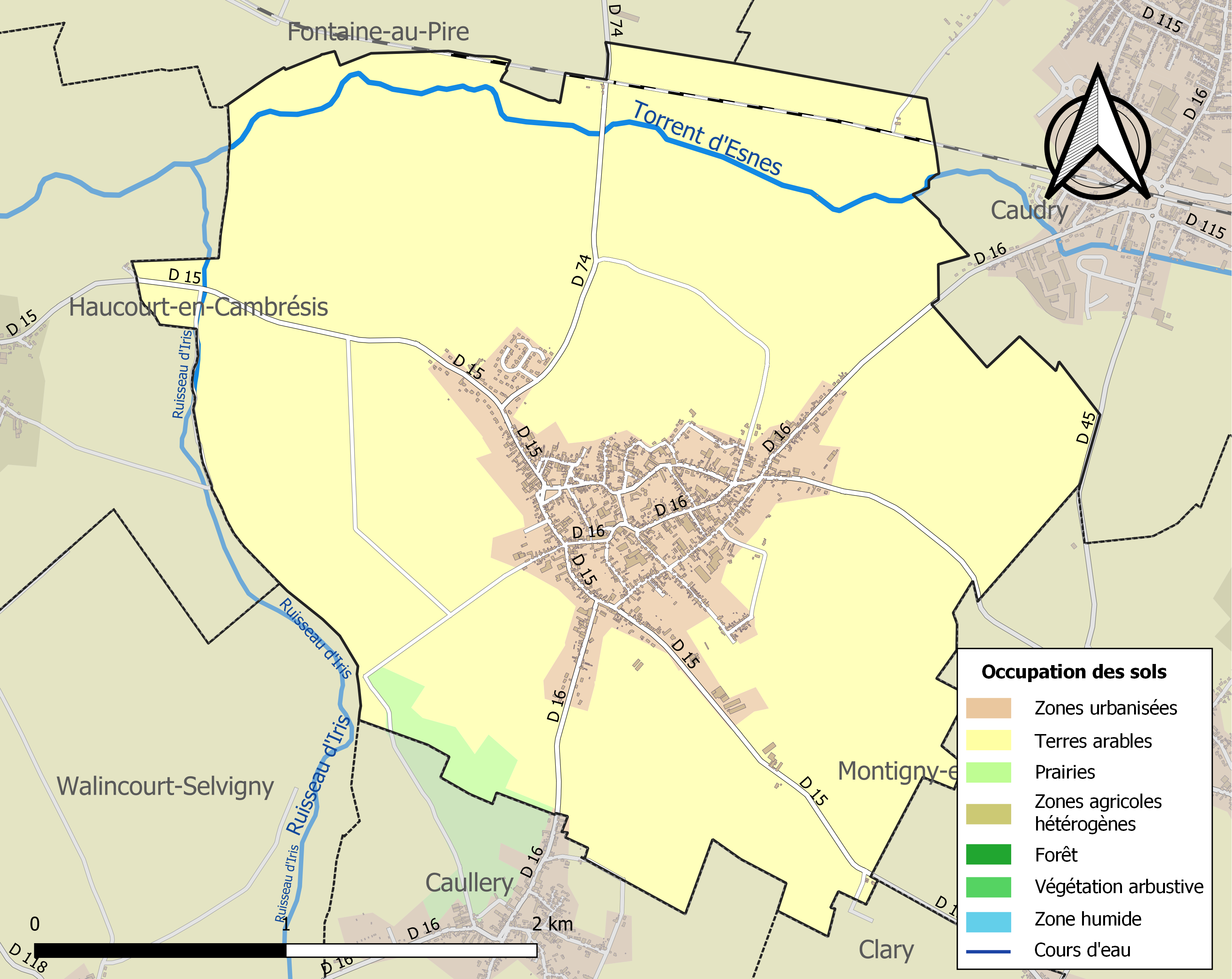
Kaart van de gemeente met belangrijkste infrastructuur, bodemgebruik en omliggende gemeenten

## Demografie
Onderstaande figuur toont het verloop van het inwonertal (bron: INSEE-tellingen).